# موريس شيكس
موريس شيكس (بالإنجليزية: Maurice Cheeks) مواليد 8 سبتمبر 1956 في شيكاغو، هو لاعب كرة سلة أمريكي سابق تحول إلى التدريب بعد الاعتزال بدأ مسيرته الاحترافية في سنة 1978 يدرب فريق أوكلاهوما سيتي ثاندر في الرابطة الوطنية لكرة السلة. يبلغ طوله 6 قدم 1 بوصة (1.9 م). اعتزل اللعب في 1993.

## فرق لعب لها
- فيلادلفيا سفنتي سيكسرز
- سان أنطونيو سبرز
- نيويورك نيكس
- أتلانتا هوكس
- بروكلين نتس

## روابط خارجية
- موريس شيكس على موقع إن بي أي (الإنجليزية)
- موريس شيكس على موقع سبورتس رفرنس (الإنجليزية)
- موريس شيكس على موقع إي إس بي إن.كوم (الإنجليزية)
- موريس شيكس على موقع كلية كرة السلة في سبورتس رفرنس.كوم (الإنجليزية)
- موريس شيكس على موقع ريلجم (الإنجليزية)
- موريس شيكس على موقع بروبوليرز (الإنجليزية)
- موريس شيكس على موقع سبورتس رفرنس (الإنجليزية)